# Mondeville (Essonne)
Mondeville és un municipi francès, situat al departament de l'Essonne i a la regió de Illa de França. L'any 2007 tenia 667 habitants.
Forma part del cantó de Mennecy, del districte d'Étampes i de la Comunitat de comunes des 2 Vallées.

## Demografia

### Població
El 2007 la població de fet de Mondeville era de 667 persones. Hi havia 239 famílies, de les quals 40 eren unipersonals (12 homes vivint sols i 28 dones vivint soles), 73 parelles sense fills, 110 parelles amb fills i 16 famílies monoparentals amb fills.
La població ha evolucionat segons el següent gràfic:
Habitants censats

### Habitatges
El 2007 hi havia 282 habitatges, 249 eren l'habitatge principal de la família, 19 eren segones residències i 13 estaven desocupats. 273 eren cases i 8 eren apartaments. Dels 249 habitatges principals, 233 estaven ocupats pels seus propietaris, 13 estaven llogats i ocupats pels llogaters i 3 estaven cedits a títol gratuït; 3 tenien una cambra, 7 en tenien dues, 36 en tenien tres, 63 en tenien quatre i 140 en tenien cinc o més. 190 habitatges disposaven pel capbaix d'una plaça de pàrquing. A 76 habitatges hi havia un automòbil i a 162 n'hi havia dos o més.

### Piràmide de població
La piràmide de població per edats i sexe el 2009 era:
| Homes | Edats   | Dones |
| ----- | ------- | ----- |
| 0     | 95 o +  | 0     |
| 0     | 90 a 94 | 4     |
| 0     | 85 a 89 | 4     |
| 4     | 80 a 84 | 4     |
| 0     | 75 a 79 | 0     |
| 20    | 70 a 74 | 12    |
| 4     | 65 a 69 | 24    |
| 20    | 60 a 64 | 12    |
| 28    | 55 a 59 | 12    |
| 16    | 50 a 54 | 32    |
| 44    | 45 a 49 | 36    |
| 36    | 40 a 44 | 20    |
| 20    | 35 a 39 | 24    |
| 28    | 30 a 34 | 16    |
| 24    | 25 a 29 | 32    |
| 20    | 20 a 24 | 20    |
| 36    | 15 a 19 | 32    |
| 20    | 10 a 14 | 20    |
| 12    | 5 a 9   | 28    |
| 24    | 0 a 4   | 12    |

## Economia
El 2007 la població en edat de treballar era de 456 persones, 359 eren actives i 97 eren inactives. De les 359 persones actives 332 estaven ocupades (175 homes i 157 dones) i 26 estaven aturades (16 homes i 10 dones). De les 97 persones inactives 38 estaven jubilades, 40 estaven estudiant i 19 estaven classificades com a «altres inactius».

### Ingressos
El 2009 a Mondeville hi havia 251 unitats fiscals que integraven 667 persones, la mediana anual d'ingressos fiscals per persona era de 24.018 €.

### Activitats econòmiques
Dels 22 establiments que hi havia el 2007, 1 era d'una empresa de fabricació d'altres productes industrials, 5 d'empreses de construcció, 6 d'empreses de comerç i reparació d'automòbils, 3 d'empreses de transport, 1 d'una empresa d'hostatgeria i restauració, 1 d'una empresa d'informació i comunicació, 1 d'una empresa immobiliària, 3 d'empreses de serveis i 1 d'una empresa classificada com a «altres activitats de serveis».
Dels 7 establiments de servei als particulars que hi havia el 2009, 1 era un taller de reparació d'automòbils i de material agrícola, 1 paleta, 3 lampisteries, 1 empresa de construcció i 1 agència immobiliària.
L'any 2000 a Mondeville hi havia 3 explotacions agrícoles que ocupaven un total de 513 hectàrees.

## Equipaments sanitaris i escolars
El 2009 hi havia una escola elemental.

## Poblacions més properes
El següent diagrama mostra les poblacions més properes.